# Oh Soo-yeon
Oh Soo-yeon (Hangul: 오수연) es una escritora surcoreana.

## Biografía
Oh Soo-yeon nació en 1964 en Corea y empezó su carrera literaria en 1994 con la novela Día festivo nacional en la tierra de los enanos, que describe la vida de dos amigos de universidad, Min-cheol y Mi-seon, diez años después de su participación en el movimiento estudiantil por la democracia de 1980. Después de que publicara "Casa desocupada" en 1997, vivió en la India durante dos años. Participa activamente en ayudar a países del tercer mundo, y en 2003 visitó Irak y Palestina como representante literaria del movimiento contra la guerra.

## Obra
En su novela de debut Día festivo nacional en la tierra de los enanos, combina el tema del nihilismo que se extiende entre la gente joven después del movimiento por la democracia con su interés por los asuntos feministas en el contexto de una sociedad patriarcal. El relato "Casa desocupada" se centra aún más en la perspectiva feminista. Sin embargo, su preocupación más grande son las "vidas periféricas" o la lucha de la gente que está fuera de las esferas de poder y aceptación. Los personajes de Día festivo nacional en la tierra de los enanos representan ese tipo de gente: disidentes políticos en los ochenta, son apartados por el sistema en los noventa y son condenados al ostracismo incluso por sus amigos, que se han adaptado de forma rápida a los cambios sociales y al nuevo sistema de valores. En sus obras feministas se centra en la mujer como una marginada y un paria de la sociedad dominada por el hombre.
La cocina, una recopilación de historias entrelazadas publicada después de volver de la India, describe las condiciones de vida en los países del tercer mundo, con India como fondo y con extranjeros como os personajes principables hablan e interactúan en un mismo espacio en común que es la cocina. La protagonista es una mujer coreana que madura a través del choque con otros sistemas de valores
En 1994 ganó el premio al nuevo artista, en 2001 el premio literario Hankook Ilbo y en 2006 el premio Beautiful Artist

## Obras en coreano (lista parcial)
Novela
- Día festivo nacional en la tierra de los enanos (1994)

Recopilación de relatos cortos
- Casa desocupada (1997)

Colección de ensayos
- No mueras, Abu Ali

## Premios
- Premio a nuevos artistas (1994)
- Premio literario Hanguk Ilbo (2001)
- Premio Beautiful (2006)